# Tsantieottine
Tsantieottine /people of the excrement lake/, jedna od skupina Tlingchadinne Indijanaca koje je obitavalo na rijeci i jezeru Lac La Martre na teritoriju Mackenzie u Kanadi. Hearne ih (u Jour. to N. Ocean, 262, 1795) naziva Western Dog-ribbed Indians. Zajednica Dogriba s jezera La Martre, naziva se danas Wha Ti, u značenju kunino jezero (odnosno Marten Lake). 
Ova banda nosi i nazive Coti hoti, Filth Lake People, Marten Lake People,  Tsan-tpie-pottine.